# Tebenna pychnomochla
Tebenna pychnomochla là một loài bướm đêm thuộc họ Choreutidae. Loài này có ở Uganda.